# Torpedero Almirante Condell
El torpedero Almirante Condell fue un torpedero de Chile de la guerra civil chilena de 1891.

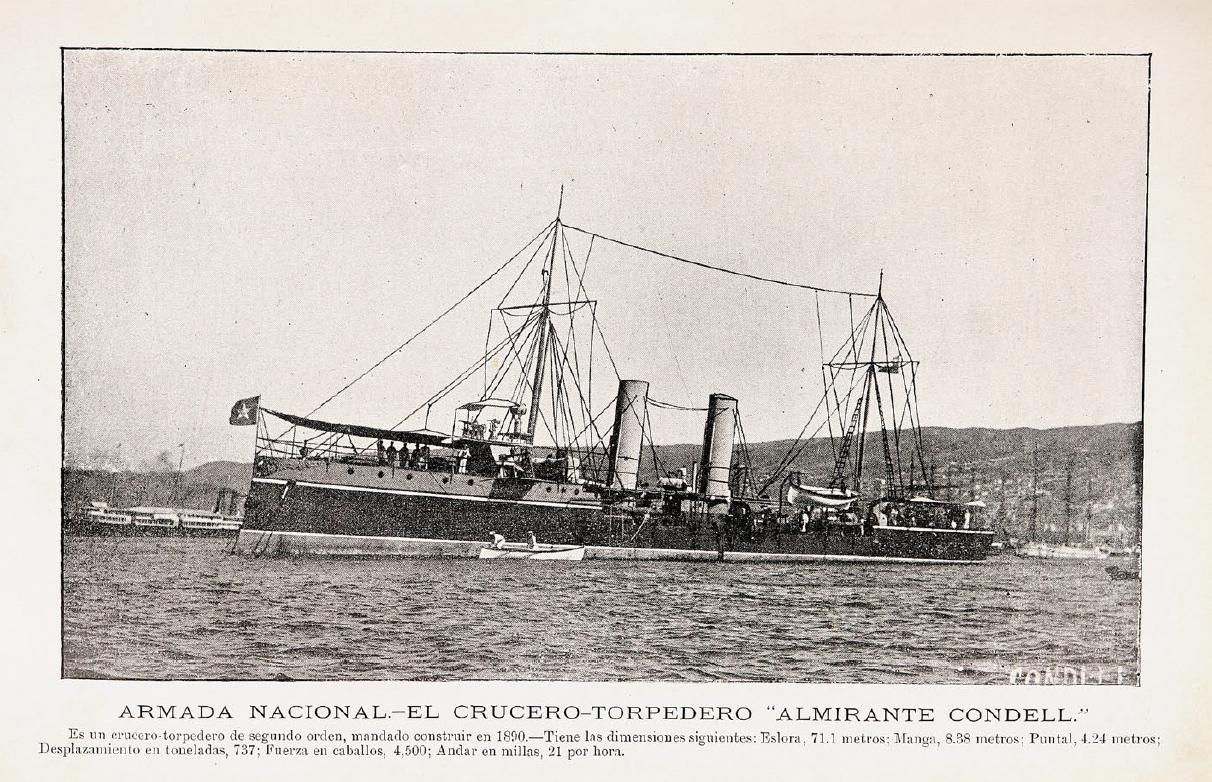
El torpedero Almirante Condell.

## Historia y descripción
Era un torpedero de la Clase Sharpshooter, construido en los Astilleros Laird Brothers, en Birkenhead, Inglaterra.
Lanzado el 10 de marzo de 1889 y terminado a fines de 1890.
Tenía dos máquinas de triple expansión, dos hélices y calderas Belleville sin economizador. Su capacidad de carboneras era de 100 toneladas de carbón. Arribó a Chile en febrero de 1891.
Tuvo una destacada actuación en la Guerra Civil de 1891, en compañía de su torpedero gemelo Almirante Lynch, cuando torpedearon al blindado Blanco Encalada en el puerto de Caldera, el 23 de abril de 1891. Los torpedos Whitehead del Almirante Lynch hundieron al blindado.
En 1900 y 1909 fue sometido a extensas reparaciones, que le permitieron recuperar sus condiciones combativas originales. En las pruebas de máquinas en la mar, en 1909 excedió los 20 nudos durante 8 horas.
Por ley Número 2.018 el 12 de septiembre de 1907, el gobierno autorizó la venta de los cazatorpederos Almirante Lynch, Almirante Condell y Almirante Simpson a una nación amiga. Esta negociación no se llevó a cabo y solamente el Almirante Simpson fue cedido al Ecuador, donde tomó el nombre de Libertador Simón Bolivar.
Cuando llegó el nuevo cazatorpedero Almirante Condell en 1914, se la rebautizó Talcahuano.
Después de útiles servicios fue derivado a los Submarinos Holland y cooperó al reflotamiento del submarino H-3 Rucumilla, en Talcahuano.
Fue dado de baja y enajenado por D.S. N 1.121 el 26 de junio de 1919.